# Toco
Toco – miasto w Stanach Zjednoczonych, w stanie Teksas, w hrabstwie Lamar.